# Johannes Güthling
Johannes Güthling (* 23. Oktober 1903 in Calau; † 23. April 1979 in Buxtehude) war ein deutscher SS-Führer, Oberstudiendirektor und Reformpädagoge.

## Leben

### Jugend, Studium, Heirat
Johannes Güthling entstammte einem evangelischen Elternhaus. Sein Vater war Pastor in der preußischen Provinz Sachsen und unterrichtete ihn bis zur 11. Jahrgangsstufe privat. Nur Unterprima und Prima absolvierte Güthling an der Oberrealschule in den Franckeschen Stiftungen in Halle (Saale).
Nach dem Abitur 1922 studierte Güthling Mathematik und Physik an der Universität Halle-Wittenberg. Noch während seines Studiums absolvierte Güthling 1924 eine mehrwöchige Wehrübung beim 11. (sächsischen) Infanterieregiment der Reichswehr. 1927 promovierte er zum Dr. phil. mit dem Thema „Vergleichende Untersuchungen über das Augenmaß für Strecken und Flächen“. 1928 folgte das Staatsexamen für das höhere Lehramt an Gymnasien. Nach Referendariat und Pädagogischer Prüfung (1928–1930) trat Güthling seine erste Stelle 1930 am heutigen GutsMuths-Gymnasium in Quedlinburg an. 1931 heiratete er Margret Schultes, deren Vater Arzt und Sozialdemokrat war. Güthling selbst trat 1930 der SPD bei.

### Zeit des Nationalsozialismus
Nach der Machtübernahme der Nationalsozialisten trat Güthling zum 1. Mai 1933 zur NSDAP (Mitgliedsnummer 1.978.074) und im Juni der Allgemeinen SS bei (SS-Nummer 228.396). Dieser politische Schwenk brachte ein Zerwürfnis mit den Schwiegereltern und führte 1934 zur Scheidung von seiner Frau Margret.
Von 1934 bis 1936 arbeitete Güthling an der nationalpolitischen Erziehungsanstalt  in Naumburg (Saale), wo er die in der 2. Hundertschaft/Abtlg. 9 zusammengefassten Klassen anführte. Er heiratete im Oktober 1936 Katharina Esau, trat aus der evangelischen Kirche aus und nannte sich fortan wie viele Nationalsozialisten gottgläubig.
1936 wechselte Güthling an das Gymnasium in Hirschberg. Hier leitete er auch die Außenstelle des Sicherheitsdienstes (SD) und wurde am 20. April 1938 zum SS-Untersturmführer befördert. Der Historiker Hans-Jürgen Döscher hebt hervor, dass die nächste Beförderung am 25. Oktober 1938 zum SS-Hauptsturmführer eine sog. Sprungbeförderung darstellte, weil sie den Rang des Obersturmführers überging. Diese ungewöhnlich rasche Beförderung hatte Güthling, so Döscher, dem Chef der Sicherheitspolizei und des SD Reinhard Heydrich persönlich zu verdanken. Güthlings Berichte von der SD-Außenstelle Hirschberg gingen direkt an Heydrich. Sie wurden wegen der Grenznähe Hirschbergs zur Tschechoslowakei während der Sudetenkrise 1937 und 1938 als wichtig angesehen. Güthling wurde nun ab dem 1. Oktober 1938 hauptamtlicher SS-Führer im SD-Hauptamt und stieg zum Abschnittsführer des SD im Bezirk Reichenberg auf, der die vormals tschechischen Gebiete Liberec und Turnov einschloss.
Aufgrund interner Querelen mit dem SD-Oberabschnitt in Dresden ließ sich Güthling mit Beginn des deutschen Überfalls auf Polen vom 1. September 1939 zur Wehrmacht versetzen. Beim Überfall auf Polen gehörte er dem Kradschützen-Bataillon 23 als Offizier an, im Krieg gegen die Sowjetunion ab 1941 zunächst der 16. Panzer-Division später der 23. Panzer-Division. Während des Zweiten Weltkriegs erhielt Güthling zahlreiche militärische Auszeichnungen, darunter das Deutsche Kreuz in Gold. Am 21. Juni 1943 verlieh ihm Heinrich Himmler den Silbernen Ehrenring der SS. Zwischendurch arbeitete Güthling mehrmals als Oberstudienrat an Gymnasien. Er verließ die deutsche Wehrmacht im Rang eines Majors der Reserve. Als nun „ehrenamtlicher Mitarbeiter“ des SD war er 1944 noch zum SS-Sturmbannführer befördert worden.

### Nach 1945

#### Internierung und Entnazifizierung
Nach Kriegsende wurde Güthling, der sich – um nicht in die Hände der Roten Armee zu fallen – dem amerikanischen Militär gestellt hatte, zwei Jahre interniert. Bei seinem anschließenden Entnazifizierungsverfahren wurde er 1949 vom Entnazifizierungsausschuss in Nienburg/Weser zunächst in die Gruppe der Mitläufer (Kategorie IV) eingestuft. Bei dem Verfahren schenkte der Ausschuss den Einlassungen Güthlings Glauben, er sei nur „Referent beim SD“ geworden, „um seine Existenz zu sichern“. Ein Jahr später erreichte Güthling beim Entnazifizierungsausschuss Hannover die Neueinstufung in Kategorie V. Er galt nun als gänzlich unbelastet und als „Oberstudienrat zur Wiederverwendung“ bei der Städtischen Oberschule Buxtehude fest angestellt.

#### Tätigkeit als Schulreformer in den 1950er und 1960er Jahren
Von 1954 bis zu seiner Pensionierung im Jahr 1969 war Güthling Oberstudiendirektor des 1952 in Halepaghen-Schule Buxtehude umbenannten Gymnasiums. Während dieser Zeit nahm er wesentliche Teile der erst in den 1970er Jahren durch die Kultusministerkonferenz institutionalisierten Oberstufenreform sowie der allgemeinen Bildungsexpansion bereits vorweg.
In den 1950er- und frühen 1960er-Jahren reformierte er zunächst die Schülermitverwaltung (SMV) durch Mitarbeit der Halepaghen-Schule an einer Reform der damals geltenden SMV-Ordnung im Bundesvorstand der SMV, führte ein praxisbezogenes Unterrichtsangebot in den höheren Klassen mit Exkursionen, Werksbesichtigungen und themenbezogenen Klassenfahrten ein und baute die Erwachsenenbildung mit dem Angebot einer Reifeprüfung für Schulfremde auf dem Zweiten Bildungsweg wieder auf.
Im Jahr 1966 initiierte er ohne Rückhalt durch einen Beschluss der Gesamtkonferenz, jedoch in Übereinstimmung mit der gesetzlichen Regelung zur verantwortlichen Mitwirkung der Schüler an Leben und Arbeit der Schule nach § 22 Abs. 3 des damaligen Schulverwaltungsgesetzes das von ihm mitkonzipierte Buxtehuder Modell, das erst drei Jahre später vom Niedersächsischen Kultusministerium offiziell als Schulversuch anerkannt wurde und bis in die Gegenwart die öffentliche Wahrnehmung der Halepaghen-Schule prägt. Das Modell umfasste einerseits die Erziehung zu Selbstständigkeit und späterer Studierfähigkeit durch in den Jahrgangsstufen 12 und 13 von den Schülern selbst gewählte Unterrichtsinhalte, andererseits eine paritätische Mitbestimmung der Schüler in einem neu geschaffenen Entscheidungsgremium, dem Gemeinsamen Ausschuss.
Die derart neu gestaltete gymnasiale Oberstufe wurde mit der Vereinbarung der Kultusministerkonferenz vom 7. Juli 1972 bundesweit eingeführt.
Güthlings reformpädagogische Auffassungen waren mehrfach Gegenstand kontroverser Berichterstattung in überregionalen Medien. Nicht zuletzt seine in einem öffentlichen Vortrag geäußerte Ansicht, wer in der Schule nicht mogele, sei nicht lebenstüchtig, sorgte bundesweit für Aufsehen.
Der Beitrag stellte zugleich eine Kritik an der seinerzeit üblichen Benotung des Abiturs als „punktuelles Ereignis“ dar. Die Bewertungen der in den Klassenstufen 12 und 13 erbrachten Leistungsnachweise gingen ab 1972 in die Abschlussnote ein, um den für das weitere Fortkommen der Abiturienten maßgeblichen Notendurchschnitt zu objektivieren.

## Veröffentlichungen
- Man wird zur Freiheit nicht reifen, wenn man nicht zuvor in Freiheit gesetzt ist. In: Halepagenschule Buxtehude. Mitteilungen aus Schule und Schulverein. Dezember 1966, S. 9–14.
- Das Buxtehuder Modell in der Tagespresse. In: Wir machen mit, Jg. 16, Heft 3, S. 3 f.
- Buxtehuder Modell: Lehrer und Schüler bestimmen mit. In: Wir machen mit, Jg. 17, Heft 1, S. 6 f.
- Die Nenndorfer Empfehlungen und ihre bisherigen Verwirklichungen. In: Niederschrift über den Lehrerfortbildungskursus 20/69 „Zeitgemäße Gestaltung der gymnasialen Oberstufe“ vom 17.–22.02.1969 im Lehrerfortbildungsheim Braunlage. S. 5–11.
- Versuch in Buxtehude. In: Die Deutsche Schule, Jg. 61, Heft 1, S. 53–56.